# Arturo Alessandri
Arturo Fortunato Alessandri Palma GCTE (Longaví, 20 de Dezembro de 1868 — 24 de Agosto de 1950). Foi um advogado e político chileno. Foi presidente de seu país em duas ocasiões: de 1920 a 1925 e de 1932 a 1938.
A 6 de Julho de 1925 foi agraciado com a Grã-Cruz da Ordem Militar da Torre e Espada, do Valor, Lealdade e Mérito de Portugal.

## Primeira administração
Durante a maior parte de 1924, o Chile havia sido politicamente paralisado por um conflito entre o presidente e o Congresso controlado conservadoramente, que se recusou a promulgar as leis que ele submeteu. Em 3 de setembro de 1924, um grupo de 56 militares protestou por seus baixos salários, no incidente conhecido como ruido de sables (ou "chocalho"). No dia seguinte, o mesmo grupo de jovens militares, liderado pelo coronel Marmaduque Grove e pelo major Carlos Ibáñez del Campo, criou o "comitê militar" para se defender do governo. Em 5 de setembro, o "comitê militar" exigiu do presidente Alessandri a demissão de três de seus ministros, incluindo o ministro da Guerra; a promulgação de um código do trabalho, a aprovação de uma lei de imposto de renda e a melhoria dos salários dos militares. Alessandri não teve outra opção senão nomear o general Luis Altamirano, inspetor-geral do Exército, como chefe de um novo gabinete. Em 8 de setembro, o general Altamirano compareceu ao Congresso para exigir a aprovação de oito leis, incluindo o código trabalhista de Alessandri. O Congresso não ousou protestar, e as leis foram aprovadas em questão de horas.
Naquele momento, Alessandri sentiu que havia se tornado apenas um peão dos militares e, em 9 de setembro, renunciou e pediu asilo na embaixada dos EUA. O Congresso se recusou a aceitar sua renúncia e, em vez disso, concedeu-lhe uma licença constitucional de seis meses. Ele deixou o país imediatamente para a Itália. Em 11 de setembro, uma junta militar - a Junta de Setembro - foi criada para governar o país em sua ausência.

## Segunda administração
A Junta de Setembro não era homogênea, e rapidamente uma ala progressista, liderada por Marmaduke Grove e Carlos Ibáñez del Campo, desenvolveu contatos com o Comitê Obrero Nacional e outras organizações trabalhistas que defendiam o retorno de Alessandri. Isso levou a um golpe em janeiro de 1925, dirigido pelo coronel Grove, que entregou o poder ao general Pedro Dartnell como presidente interino enquanto esperava o retorno de Alessandri. Dartnell formou a Junta de Janeiro, antes de devolver o poder a Alessandri em 20 de março de 1925. Alessandri teve uma nova Constituição redigida e aprovada por plebiscito por 134 421 eleitores em 30 de agosto. A Constituição, promulgada em 18 de setembro de 1925, reforçou os poderes presidenciais sobre o legislativo. Além disso, Alessandri criou um Banco Central, iniciando a primeira ruptura com as políticas de laissez faire.
 

Seu segundo governo começou com o apoio de grupos de esquerda e radicais. No entanto, esse segundo grupo começou a se distanciar do presidente. Em março de 1925, o governo de Alessandri reprimiu uma manifestação, levando ao massacre de Marusia, logo seguido pelo massacre de La Coruña. Essa ruptura com as classes trabalhadoras fez com que ele tentasse manter uma aliança radical de direita até 1937, quando deu uma guinada para a esquerda. Para enfrentar as ameaças de golpe, Alessandri contou com as forças republicanas, encarregadas de reprimir qualquer intenção de revolta e nunca se envolver na política. Eles foram criados pouco antes do retorno de Alessandri, como consequência do movimento civil. Funcionaram em segredo e depois publicamente, marchando em um grande desfile em 7 de maio de 1933, diante do presidente, que os saudou. Eles se autodissolveram em 1936, tendo considerado sua missão completa. O presidente questionou o Parlamento sobre várias oportunidades para o estado de exceção constitucional, resultando em ações ilegais, como a famosa queima da edição nº 285 da Revista Topázio, que retratava uma caricatura de Alessandri que ele considerava ofensiva.

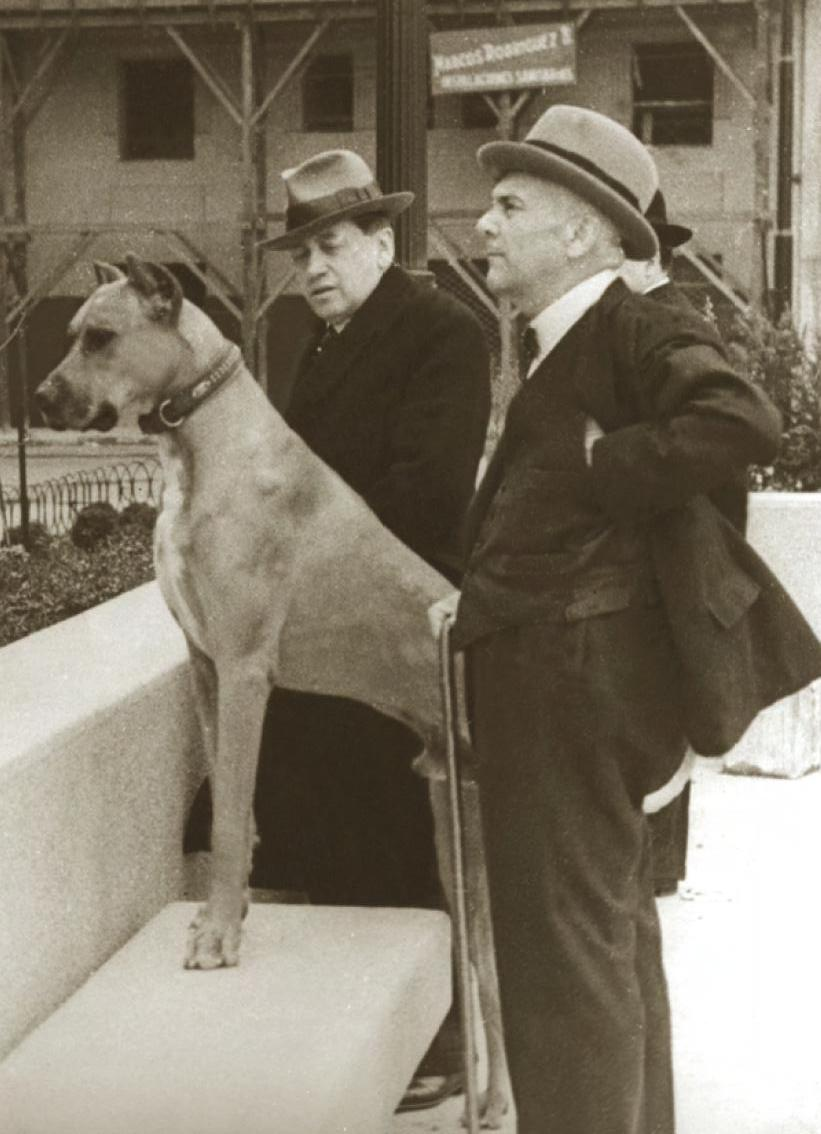
Arturo Alessandri em meados da década de 30.

Essa época também foi marcada pelo aparecimento de novas ocorrências violentas, como a rebelião rural de Ránquil e sua repressão sangrenta, e o Movimento Nacional Socialista do Chile de inspiração nazista de Jorge González von Marées. Na esfera econômica, a recuperação da crise de 1929 foi iniciada com o trabalho do ministro da Fazenda Gustavo Ross, um liberal pragmático que implementou uma abordagem "para dentro" do crescimento. Com relação aos nitratos, ele dissolveu a COSACH e criou a COVENSA (Corporation of Nitrate and Iodine Sale), uma distribuidora multifacetada e não um produtor. Ele equilibrou o déficit fiscal com novos impostos e retomou o pagamento da dívida externa, com perdas para os detentores de títulos chilenos. Quando alcançaram superávit, focaram em obras públicas. Destaca-se a construção do Estádio Nacional de Santiago, inaugurado em dezembro de 1938.
O grau de responsabilidade de Alessandri no massacre de Seguro Obrero, em 1938, tem sido objeto de especulação.

## Vida pública após a presidência
Sua vida política não terminou com sua presidência. Devido à morte do senador comunista de Curico, Talca, Linares e Maule, Amador Pairoa, ele participou de uma eleição senatorial complementar e venceu, retornando ao Senado em 8 de novembro. Em 1949 foi reeleito, mas desta vez para Santiago, ao mesmo tempo em que foi escolhido para ser presidente deste órgão.

Ele foi de vital importância nas eleições presidenciais de 1942 e 1946, na primeira por causar uma divisão de votos dos liberais, apoiando Juan Antonio Ríos, e na segunda por se apresentar como um candidato preliminar dos liberais. Mais tarde, ele cedeu sua candidatura a seu filho Fernando, resultando na divisão dos candidatos presidenciais da direita e apoio conservador ao Dr. Eduardo Cruz-Coke, por sua vez favorecendo a vitória de Gabriel González Videla. Enquanto presidente do Senado do Chile, Alessandri morreu aos 82 anos, em 24 de agosto de 1950, e foi substituído por seu filho Fernando Alessandri. Um de seus outros filhos, Jorge Alessandri, foi presidente do Chile de 1958 a 1964.